# 831

## Починали
- Омуртаг, български владетел